# Sergio Marchi
Sergio Marchi (Buenos Aires, 31 de enero de 1963) es un periodista argentino de rock. Comenzó su carrera profesional en 1983 y desde entonces ha escrito innumerables artículos sobre la materia en medios de prensa, radio, televisión e Internet; siendo habitualmente consultado por los medios de comunicación debido a sus conocimientos. Se lo relaciona habitualmente con Charly García, por haber escrito una biografía considerada "definitiva" sobre el músico, No digas nada, que fue publicada en 1997 y reeditada en 2007 con nuevos capítulos que actualizan la edición original. El libro se transformó en un éxito de ventas y contribuyó a difundir a su autor, que inició de esa manera una etapa de escritor en la que realizó otras biografías como las de Pappo (2011), Luis Alberto Spinetta (2019) y Gustavo Cerati (2023).

## Biografía

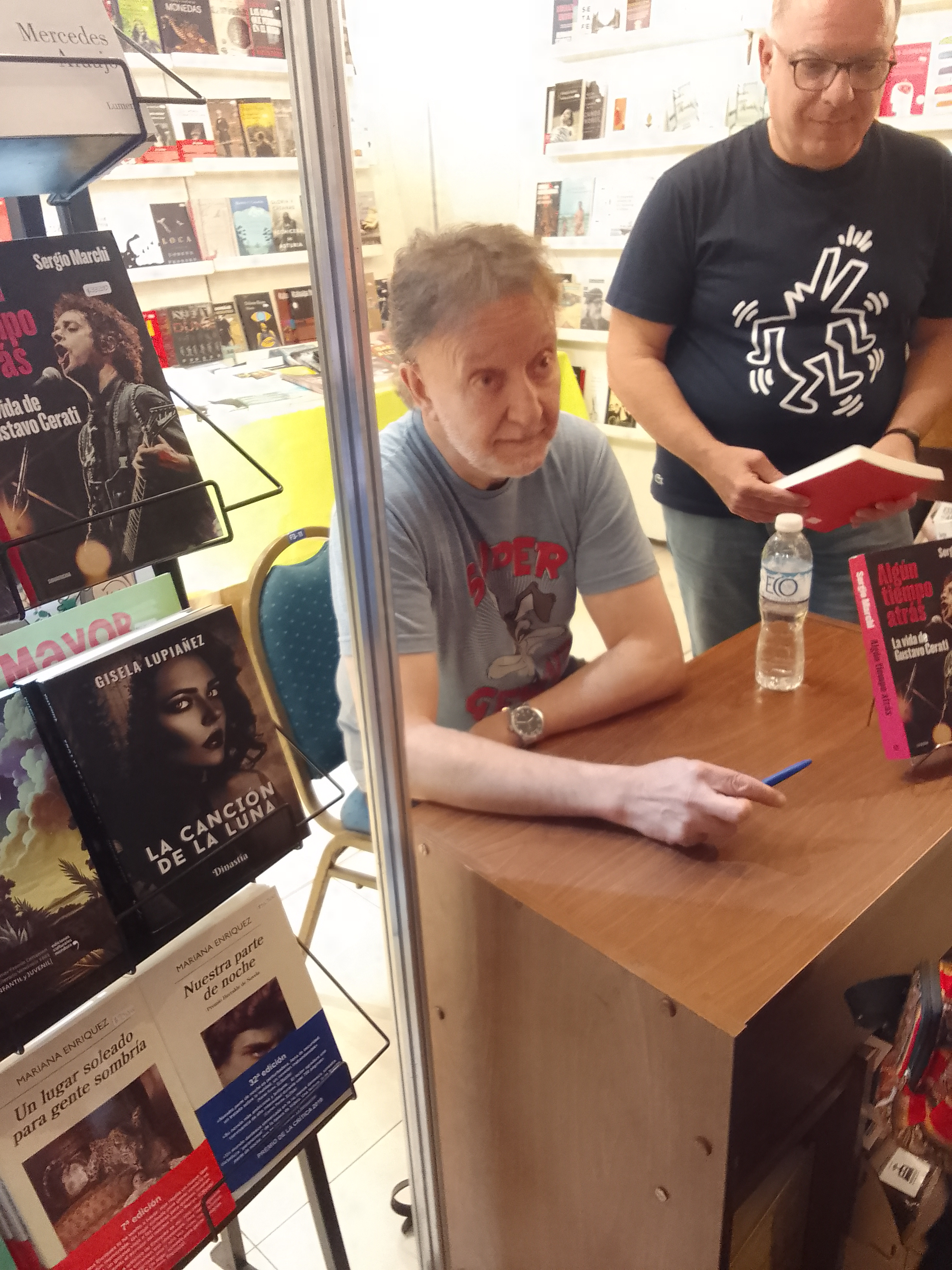
Sergio Marchi en una firma de autógrafos. Feria del Libro (Mendoza). 1 de octubre de 2024.

Un estante con libros del biógrafo Sergio Marchi. Feria del Libro (Mendoza). 1 de octubre de 2024.

Sergio Marchi nació en Buenos Aires. Fanático de The Beatles, como baterista tocó en bandas de los estilos más diversos, ninguna de las cuales trascendió. En 1983, junto a Eduardo de la Puente, creó la revista Tren de carga, a mitad de camino entre lo under y lo profesional, pero que llenó un hueco vacante por el cierre de El Expreso Imaginario. La publicación se fusionó con otra llamada Twist y gritos al año siguiente, pero ambas fenecieron al poco tiempo.
Comenzó a trabajar en Radio Del Plata como productor periodístico, musicalizador y columnista, integrando el STAFF de la emisora en cuatro oportunidades diferentes. También tuvo dos programas propios en Rock & Pop: "Scoop" y "Qué moderno", y realizó producción periodística para una figura emergente: Mario Pergolini, que en aquel tiempo hacía un programa de cable llamado Videolínea.
En 1985, Marchi comenzó a escribir en la revista Rock & Pop y se transformó en su alma mater, primero como redactor, después como prosecretario de redacción y finalmente como secretario de redacción; una suerte de director virtual. Al mismo tiempo, musicalizaba diversas emisoras radiales como Melody y Viva, y colaboraba como columnista de Juan Alberto Badía.
Ingresó a Clarín en 1989 y trabajó como redactor de los suplementos "Joven" y el de Espectáculos hasta 1998. Sus crónicas sobre rock fueron leídas por una enorme cantidad de lectores, y sus reportajes a figuras locales e internacionales fueron especialmente comentados. En 1993, recibió un llamado de Charly García, que lo escogió como biógrafo; desde ese entonces, Sergio Marchi siguió al músico y comenzó a vivir innumerables aventuras que nutrirían No digas nada, su primer libro. Además de periodista, Marchi fue mánager, baterista y, según algunos allegados, como un "psicólogo" de Charly García.
Abandonó el diario Clarín y fue convocado por la revista Rolling Stone de Argentina para encargarle la primera nota de tapa de su historia, por lo que viaja a cubrir una grabación de Charly García en Miami. El hilarante relato se convierte en modelo del estilo Rolling Stone Interview en Sudamérica. Después de eso, trabaja por un breve lapso como editor musical de la publicación durante el año 1998.
Al tiempo que abraza la tecnología digital, se convierte en un pionero del periodismo de Internet creando un canal musical para El Sitio. En sus ratos libres, pergeña un programa de radio que marcaría un rumbo hacia el rock clásico: Rock Boulevard. La audición genera un éxito de audiencia en la radio Nostalgie, que finalmente cierra. Pero al año siguiente Rock Boulevard consigue nuevo domicilio en Supernova 96.7, una nueva radio joven de Buenos Aires. Ese proyecto finaliza en 2001, Marchi decide que "Rock Boulevard" debe pasar al formato de radio AM. Es así como inicia un ciclo aún más exitoso en Radio Continental, los domingos a la noche, durante cinco horas de un maratón de rock clásico.
En 2002, presentó con Cinta Testigo: la radio por dentro, un libro de reportajes a las grandes personalidades radiales que cuentan como abordan su oficio. Mucho más suceso despertó su polémico El Rock Perdido, basado en la tragedia de República Cromañón, y que se transforma en una crítica al público y a los músicos de rock. La obra divide las aguas y Marchi lo defiende en una serie de charlas por toda Argentina. El libro fue reeditado en el mes de diciembre de 2014, a diez años de Cromañón, en versión de bolsillo, con nueva tapa y un precio muy accesible. 
En 2004, comenzó a trabajar en www.10musica.com, un portal de internet dedicado a la música, que también deviene en la primera tienda digital de música de Argentina. Escribe artículos para el Perfil y para la revista La Mano, y también inició su propio blog en el que hace comentarios de interés general. Ese blog fue discontinuado, y Marchi continúa expresando sus a menudo controvertidas opiniones en Facebook, Twitter, pero su plataforma principal es Instagram. 
En 2009, publicó su cuarto libro, Beatlend: Los Beatles después de Los Beatles, en colaboración con el músico Fernando Blanco (exbajista y cantante de Súper Ratones), dedicado a la carrera de The Beatles como solistas. Vendió cuatro ediciones y se convirtió en un libro de referencias para beatlemaníacos.
En 2011, Marchi terminó su extensa investigación sobre la vida de Pappo, Norberto Aníbal Napolitano, que fue publicada por Editorial Planeta. "El Hombre Suburbano" se convirtió en un best-seller y fue presentado en Buenos Aires y Arequipa (Perú). Escribió durante 20 años para Radar, el suplemento cultural de Página/12, la revista El Guardián y condujo su programa de radio "Futuro Imperfecto" en el ciclo Noches Rojas, auspiciado por el Centro Cultural Ricardo Rojas. En 2023 comenzó con una nueva creación: El Color de la Noche, dedicada a la música negra, todos los miércoles a las diez de la noche, que se escucha en Latinoamérica y en casi todos los países de habla hispana por Internet. Marchi también se dedica a la actividad docente y brindó cursos en Artilaria (Buenos Aires), y en diversas ciudades del interior de Argentina. Cuando la pandemia de COVID tornó imposible la presencialidad, se dedicó a dar cursos a distancia online, los que fueron seguidos por alumnos de Argentina, Chile, Colombia, Perú y Costa Rica.
En 2012, editó la autobiografía póstuma de Juan Alberto Badía (con quien trabajó hasta su muerte): En mi vida. Luego tradujo al castellano "John Lennon: los años en Nueva York", del fotógrafo Bob Gruen. Un año antes publicó "Paredes y puentes: Roger Waters, el cerebro de Pink Floyd", reeditado en 2015, y comenzó a trabajar como voluntario en el Instituto Pasteur, por su amor hacia los perros. Room Service: la escandalosa vida de las estrellas de rock, vio la luz en abril de 2014 y ya va por su tercera edición. El libro sobre Charly García tuvo su octava reimpresión en 2013 con un texto inédito ("Souvenir"), y el de Pappo alcanzó la sexta edición en 2014. 
En 2017, nuevamente con Fernando Blanco como coautor, publicó un libro de dos tomos sobre la música de The Beatles: "Desde el comienzo" (1962-1966) y "En el final" (1967-1970); este segundo tomo recién apareció en librerías en mayo de 2019, seis meses antes de la sorpresiva edición de "Spinetta: Ruido de Magia", la biografía oficial de Luis Alberto Spinetta, que contó con la colaboración de toda su familia y que prontamente agotó tres ediciones, y ya va por la quinta. Fue uno de los libros más leídos en Argentina durante los primeros meses de la pandemia por COVID-19. A lo largo de 700 páginas, Marchi desarrolló una exhaustiva investigación sobre la vida y obra de Spinetta en lo que se consideró una biografía definitiva, un título cuestionado en redes sociales y fanzines. Consultado al respecto, el autor minimizó la cuestión: "Fue idea de la editorial que firmó ese texto en contratapa". 
Algo similar sucedió cuando en 2023, Marchi escribió otra biografía definitiva: la de Gustavo Cerati. No hubo tantos cuestionamientos y el libro se transformó en un best seller en Argentina, Uruguay, Chile, Colombia, México y hasta fue publicado en Estados Unidos. En 2025, Marchi sorprendió con "Lo que dice el viento", un libro que cuenta la historia de Los Piojos, y se espera un nuevo libro suyo para octubre.
Actualmente ha vuelto a colaborar con el diario Clarín, y con la revista digital Seúl.
En 2022 fue declarado Personalidad Destacada de la Cultura por la Legislatura de Buenos Aires.

## Controversias
En 2011, Luciano Napolitano, músico e hijo de Pappo, emitió una carta con la que deseaba aclarar algunos aspectos poco conocidos sobre la trágica noche del 24 de febrero de 2005, cuando Pappo falleció en un accidente automovilístico. En ella se refería a la biografía de Sergio Marchi sobre Pappo: Pappo, el hombre suburbano; y acusó a Marchi de haber realizado una especulación amarillista con la muerte de su padre, y de "hacer dinero divulgando infundíos", con respecto a la versión de Marchi de los detalles poco conocidos del caso. El periodista se defendió ante un eventual juicio a través de su editorial, que le mostró al abogado de Luciano, el intercambio de correos electrónicos donde el propio Luciano pidió cambios en su testimonio, los que aparecieron en el libro, y también ofreciendo los audios con el testimonio del hijo de Pappo.